# Rektascension
Ved et himmellegemes rektascension forstår man i astronomi den ene af to vinkelkoordinater, som bruges til at fastlægge dets position på himmelkuglen, nemlig himmellegemets vinkelafstand fra dets fodpunkt på ækvator til forårspunktet (se ovenstående illustration).:10 :252 :80-81 
Rektascensionen betegnes universelt med α (alfa) og måles traditionelt i timemål fra forårspunktet (α = 0h) voksende mod øst til α = 24h. Da 24h svarer til 360°, kommer 1h til at svare til 15°. Rektascensionen angives oftest i tidsmål (timer (h), bueminutter (m) og buesekunder (s)), men kan også omregnes til gradmål; se eksempler i billedteksten.  Rektascensionen svarer til længdegraden, som i geografi benyttes til positionsangivelse. Den anden vinkelkoordinat er deklinationen δ (delta), der svarer til geografisk bredde.
På grund af jordaksens præcessionsbevægelse og stjernernes egenbevægelse ænder rektascension (og deklination) sig med tiden.
Ved forårsjævndøgn er Solens koordinater (α, δ) = (0h, 0°). Rektascensionen α vokser til 6h = 90° ved sommersolhverv, til 12h = 180° ved efterårsjævndøgn og videre til 18h = 270° ved vintersolhverv. Til turen én gang rundt, fra forårspunkt til forårspunkt, bruger Solen ét tropisk år på 365d 5h 48m 45s.

## Etymologi
Betegnelsen rektascension er afledt af den latinske ascensio recta, der kan oværsættes til lige opstigning. Den virker ikke umiddelbart indlysende, men har en historisk baggrund, som forklares på hosstående figur fra en bog udgivet i 1600-tallet.:40-41 